# Station Dolok Merangir
Dolok Merangir is een spoorwegstation in de Indonesische provincie Noord-Sumatra.